# 貝龍德阿斯特拉達縣

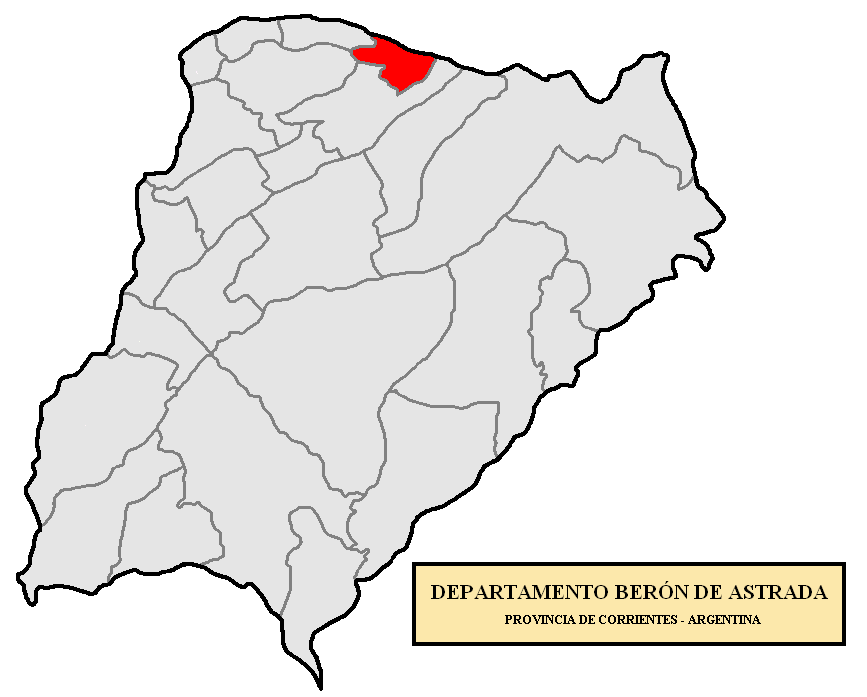

27°33′S 57°32′W / 27.550°S 57.533°W
貝龍德阿斯特拉達縣（西班牙語：Departamento Berón de Astrada），是阿根廷的縣份，位於該國北部科連特斯省，首府設於貝龍德阿斯特拉達，面積810平方公里，2010年人口2,461，人口密度每平方公里3.04人。